# Zasady techniki prawodawczej
Zasady techniki prawodawczej, ZTP – reguły konstruowania aktów normatywnych przez legislatorów, często same ujmowane w formie aktu prawnego.

## Obowiązujące ZTP w Polsce
W Polsce ZTP stanowią załącznik do rozporządzenia Prezesa Rady Ministrów z dnia 20 czerwca 2002 r. w sprawie "Zasad techniki prawodawczej" (Dz.U. z 2016 r. poz. 283), wydanego na podstawie art. 14 ust. 4 pkt 1 ustawy z dnia 8 sierpnia 1996 r. o Radzie Ministrów (Dz.U. z 2022 r. poz. 1188).
Rozporządzenie Prezesa Rady Ministrów z dnia 5 listopada 2015 r. zmieniające rozporządzenie w sprawie „Zasad techniki prawodawczej” (Dz.U. z 2015 r. poz. 1812) wprowadza zmiany w ZTP, m.in. dopuszcza możliwość stosowania w akcie normatywnym przepisów epizodycznych. Przepisy te będą wprowadzać odstępstwa od przepisów, których obowiązywanie ograniczono czasowo. Zmiany w ZTP weszły w życie z dniem 1 marca 2016 r.
ZTP wprowadzono w drodze rozporządzenia w celu nadania im mocy powszechnie obowiązującej przy jednoczesnym uniknięciu problemów związanych z niezgodnością dwóch ustaw. Choć jest to akt prawny o randze niższej niż ustawa, zgodnie z prezentowanym w orzecznictwie Trybunału Konstytucyjnego rozumieniem zasady demokratycznego państwa prawnego, wszystkie akty normatywne muszą odpowiadać pewnym wymogom technicznym, które są dorobkiem doktryny, a zostały jedynie wyrażone w wyżej wymienionym rozporządzeniu. Akty normatywne muszą odpowiadać wymogom zasad techniki prawodawczej, ponieważ są one elementem zasady demokratycznego państwa prawnego (art. 2 Konstytucji), ale zasad płynących z Konstytucji nie można wprost utożsamiać z ZTP.

## Historia ZTP w Polsce
Pierwszym polskim zbiorem zasad techniki prawodawczej wydanym w formie aktu prawnego był okólnik Ministra Spraw Wewnętrznych Nr 99 (OL. 2048/2) z dnia 2 maja 1929 w sprawie zbioru zasad i form technicznego opracowywania ustaw i rozporządzeń, opublikowany w Dzienniku Urzędowym Ministerstwa Spraw Wewnętrznych nr 7 z 1929 r. pod pozycją 147.
Kolejnym aktem, skierowanym już do całej administracji państwowej było zarządzenie nr 55-63/4 Prezesa Rady Ministrów z dnia 13 maja 1939 r. Zarządzenie to nie zostało opublikowane w formie przewidzianej dla aktów normatywnych, ukazało się natomiast w formie publikacji książkowej (Zasady techniki prawodawczej (obowiązujące w zakresie prac prawodawczych Rządu stosownie do zarządzenia Prezesa Rady Ministrów z dnia 13 maja 1939 r. nr 55-63/4), Warszawa 1939).
Następcą tego zarządzenia było zarządzenie nr 238 Prezesa Rady Ministrów z dnia 9 grudnia 1961 r. w sprawie Zasad techniki prawodawczej. Ono również nie zostało opublikowane w jakimkolwiek dzienniku urzędowym i ukazało się jako publikacja książkowa (Zasady techniki prawodawczej, Warszawa 1962).
Kolejnym, czwartym zbiorem była uchwała nr 147 Rady Ministrów z dnia 5 listopada 1991 r. w sprawie zasad techniki prawodawczej (M.P. z 1991 r. nr 44, poz. 310). Uchwała ta utraciła moc obowiązującą w 2001 r. i rok później została zastąpiona opisanym powyżej rozporządzeniem.

## Europejskie ZTP
Instytucje legislacyjne Unii Europejskiej, działając w porozumieniu, przyjęły wspólne wytyczne dla swoich służb legislacyjnych. Stosuje się je przy tworzeniu aktów prawa europejskiego wtórnego przez Parlament Europejski, Komisję Europejską oraz Radę Europejską.

## Książki dotyczące ZTP
- Jan Aker, Cezary Berezowski, Roman Hausner, Ludwik Krajewski, Zasady techniki ustawodawczej, Warszawa 1934
- Sławomira Wronkowska, Maciej Zieliński, Problemy i zasady redagowania tekstów prawnych, Wydawnictwo URM, Warszawa 1993
- Sławomira Wronkowska, Maciej Zieliński, Zasady techniki prawodawczej. Komentarz, Wydawnictwo Sejmowe, Warszawa 1997, ISBN 83-7059-311-9
- Tomasz Bąkowski, Piotr Bielski, Krzysztof Kaszubowski, Marcin Kokoszczyński, Jakub Stelina, Jarosław Warylewski, Grzegorz Wierczyński, Zasady techniki prawodawczej. Komentarz do rozporządzenia, Dom Wydawniczy ABC, Warszawa 2003, ISBN 83-7284-928-5
- Sławomira Wronkowska, Maciej Zieliński, Komentarz do zasad techniki prawodawczej z dnia 20 czerwca 2002 r., Wydawnictwo Sejmowe, Warszawa 2004, ISBN 83-7059-667-3; wyd. 2 Warszawa 2012, ISBN 978-83-7666-159-9
- Michał Błachut, Włodzimierz Gromski, Jacek Kaczor, Technika prawodawcza, C.H.Beck, Warszawa 2008, ISBN 978-83-7483-693-7
- Andrzej Malinowski (red.), Zarys metodyki pracy legislatora. Ustawy. Akty wykonawcze. Prawo miejscowe, LexisNexis, Warszawa 2009, ISBN 978-83-7620-244-0
- Grzegorz Wierczyński, Redagowanie i ogłaszanie aktów normatywnych. Komentarz, Wolters Kluwer Polska, Warszawa 2010, ISBN 978-83-7601-907-9; wyd. 2 Warszawa 2016, ISBN 978-83-8092-237-2